# Метательный заряд
Метательный заряд, Заряд, Боевой заряд (Боезаряд) — определенное весовое количество пороха, употребляемое для стрельбы из орудий и ружей, причем порох помещается или в металлической гильзе (наружной оболочке), или в мешке (картузе), это обязательный компонент (элемент) артиллерийского выстрела и патрона, предназначенный для придания начальной скорости выстреливаемому из огнестрельного оружия снаряду (пуле).
Для перевозки зарядов и снарядов к батареям предназначается Зарядный ящик (Бомбовый ящик). Для укупорки готовых зарядов крупнозернистого дымного пороха, в военном деле России, в конце XIX столетия, применялся в полевой и горной артиллерии Зарядный футляр, который изготовлялся из жести.

## История
Некоторыми считается, что огневые орудия, в Европе, появились в XIV столетии, когда развитие науки и техники позволило использовать энергию горения пороха. Это событие ознаменовало новую эру в европейском военном деле, так как появилась артиллерия, в том числе и ручная. Первые образцы огнестрельного оружия представляли собой железные, медные или бронзовые трубы — пищали, различной длины, глухо заделанные с одного конца, и установленные на деревянные колоды — лафеты. Ручное оружие иногда заканчивалось металлическим стержнем, а стволы ручного оружия, без стержней, прикреплялись к ложам. Применительно к огнестрельному оружию слово «пищаль» впервые упоминается около 1399 года.
Для метания ядер и пуль из огневых орудий использовался порох, в определённом весовом количестве, называемый зарядом. Заряд представляет собой некоторое количество медленногорящего (относительно) взрывчатого вещества (ВВ), уложенного в оболочку (гильза, мешок), удобную для заряжания огнестрельного оружия (унитарный патрон, гильзу и картуз).
На конец XIX столетия веса заряда, в зависимости от сорта пороха и калибра орудий, колебались в пределах от 12 пудов до нескольких долей на выстрел, первый предел соответствовал орудиям калибром в 16 дюймов, а второй — револьверам.
Для метательных зарядов используются такие взрывчатые вещества как порох, пироксилин, баллистит и их смеси. Любая взрывчатка, годная для метательного заряда, называется порохом в широком смысле этого слова (в узком смысле — это неорганическая взрывчатая смесь на основе селитры). В отличие от бризантных взрывчатых веществ, таких как тротил или гексоген, артиллерийские пороха не детонируют, а горят в процессе химической реакции самоокисления. Образовавшиеся при сгорании метательного заряда пороховые газы оказывают давление на днище снаряда и приводят его в движение, расширяясь в объёме. В современных орудиях инициирование химической реакции самоокисления вещества метательного заряда производится путём механического удара по капсюлю. Капсюль содержит небольшое количество химически неустойчивого вещества, разлагающегося при механическом ударе с выделением большого количества теплоты. Последнего оказывается достаточно для гарантированного воспламенения пороха. На ранних этапах развития артиллерии для поджига пороха использовался фитиль. Образующиеся после сгорания метательного заряда пороховые газы равны ему по массе и имеют температуру около 3 000 градусов Цельсия.
Метательный заряд фиксирован для орудий с унитарным заряжанием и может изменяться при раздельно-гильзовом или картузном заряжании орудий. Последние дают большую гибкость в выборе траектории полёта снаряда, но отрицательно сказывается на скорострельности. Эффективность метательного заряда зависит от внешних условий — температуры и влажности. Отсыревший порох в метательном заряде теряет свою эффективность, а при сильном отсыревании может даже и не воспламениться. Поэтому наставления для артиллеристов указывают на недопустимость хранения боевых припасов во влажных местах и под воздействием атмосферных осадков. Зависимость начальной скорости снаряда от температуры метательного заряда указана в таблицах стрельбы и учитывается при подготовке к нанесению огневого удара.

## Виды и типы
В военном деле применяются следующие виды и типы зарядов:
- полный или боевой заряд[5], наибольшее количество пороха[6];
- уменьшенный заряд, называемый практическим[5], уменьшенное количество пороха при учебной стрельбе[6];
- холостой заряд[5][11], наименьшее количество пороха без снаряда для салютов[6];
- готовый заряд[5];
- относительный заряд[5];
- и иные.